# Дамаскус (Орегон)
Дамаскус (англ. Damascus) — місто (англ. city) в США, в окрузі Клакамас штату Орегон. Населення — 11 050 осіб (2020).

## Географія
Дамаскус розташований за координатами 45°25′36″ пн. ш. 122°26′35″ зх. д. / 45.42667° пн. ш. 122.44306° зх. д. (45.426602, -122.443132).  За даними Бюро перепису населення США в 2010 році місто мало площу 41,80 км², з яких 41,54 км² — суходіл та 0,26 км² — водойми.

## Демографія
Згідно з переписом 2010 року, у місті мешкало 10 539 осіб у 3621 домогосподарстві у складі 2984 родин. Густота населення становила 252 особи/км².  Було 3769 помешкань (90/км²).
Расовий склад населення:
| - 91,3 % — білих - 3,4 % — азіатів - 0,6 % — корінних американців - 0,6 % — чорних або афроамериканців - 0,2 % — вихідців з тихоокеанських островів - 1,2 % — осіб інших рас |

До двох чи більше рас належало 2,6 %. Частка іспаномовних становила 4,4 % від усіх жителів.
За віковим діапазоном населення розподілялося таким чином: 25,0 % — особи молодші 18 років, 61,7 % — особи у віці 18—64 років, 13,3 % — особи у віці 65 років та старші. Медіана віку мешканця становила 43,2 року. На 100 осіб жіночої статі у місті припадало 103,3 чоловіків;  на 100 жінок у віці від 18 років та старших — 101,8 чоловіків також старших 18 років.
Середній дохід на одне домашнє господарство  становив 94 124 долари США (медіана — 83 263), а середній дохід на одну сім'ю — 99 693 долари (медіана — 92 231). Медіана доходів становила 68 675 доларів для чоловіків та 38 101 долар для жінок. За межею бідності перебувало 8,5 % осіб, у тому числі 11,7 % дітей у віці до 18 років та 2,6 % осіб у віці 65 років та старших.
Цивільне працевлаштоване населення становило 5082 особи. Основні галузі зайнятості: освіта, охорона здоров'я та соціальна допомога — 16,4 %, виробництво — 15,7 %, роздрібна торгівля — 12,2 %, будівництво — 10,2 %.